# Пам'ятник Лессінгу (Брауншвейг)
Пам'ятник Лессінгу — пам'ятник німецькому драматургу, теоретику мистецтва й літературному критику доби Просвітництва Готгольду Ефраїму Лессінгу на площі Лессінгплац в Брауншвейзі, з яким пов'язані останні роки життя німцецького просвітника. Пам'ятник був відкритий 29 вересня 1853 року.

## Історія
Завдяки протекції директора майбутнього Муніципального музею Брауншвейга Карла Шиллера замовлення на створення пам'ятника отримав дрезденський скульптор Ернст Рітшель. Лиття бронзової статуї висотою 2,6 м з міркувань економії виконав місцевий ливарник Георг Говальдт у 1849 році. Голова статуї була скопійована з бюста авторства брауншвейзького гравера та скульптора XVIII століття Крістіана Фрідріха Крула. П'єдестал пам'ятника виконаний із гарцького граніту. Це була перша статуя людини в Брауншвейзі.
Під час Другої світової війни пам'ятник було перенесено у Вендхаузен, а 1947 року монумент повернули до Брауншвейгу та встановили на площі Лессінгплац.

## Галерея

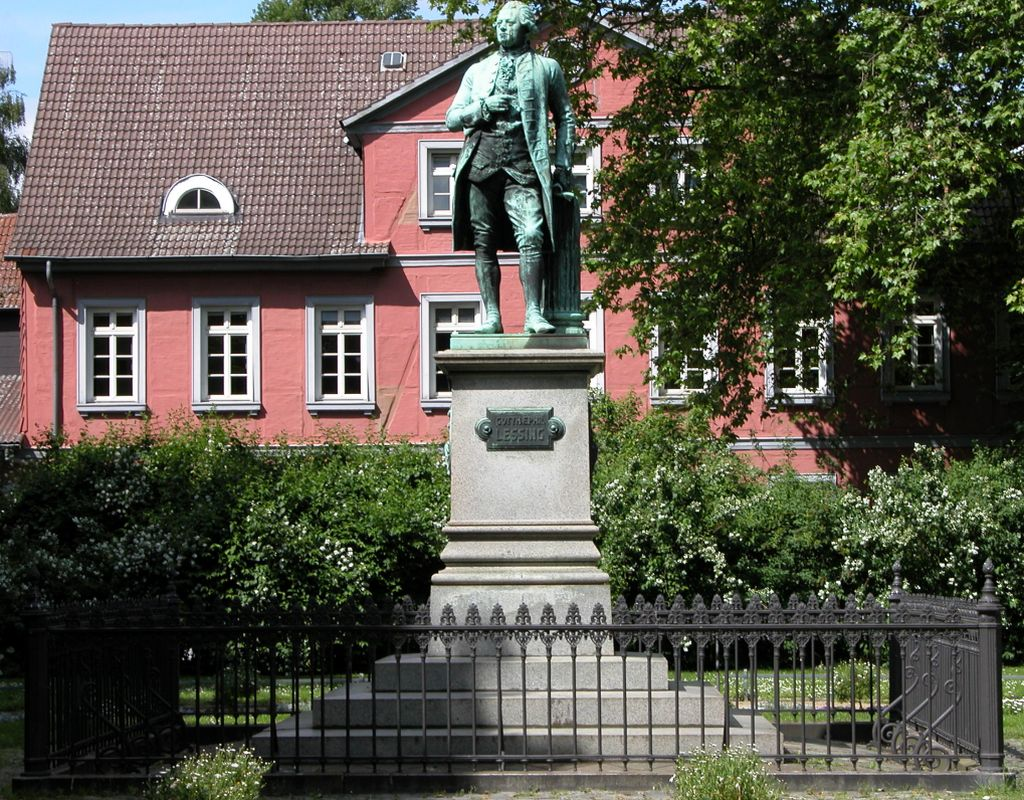
Пам’ятник у червні 2005
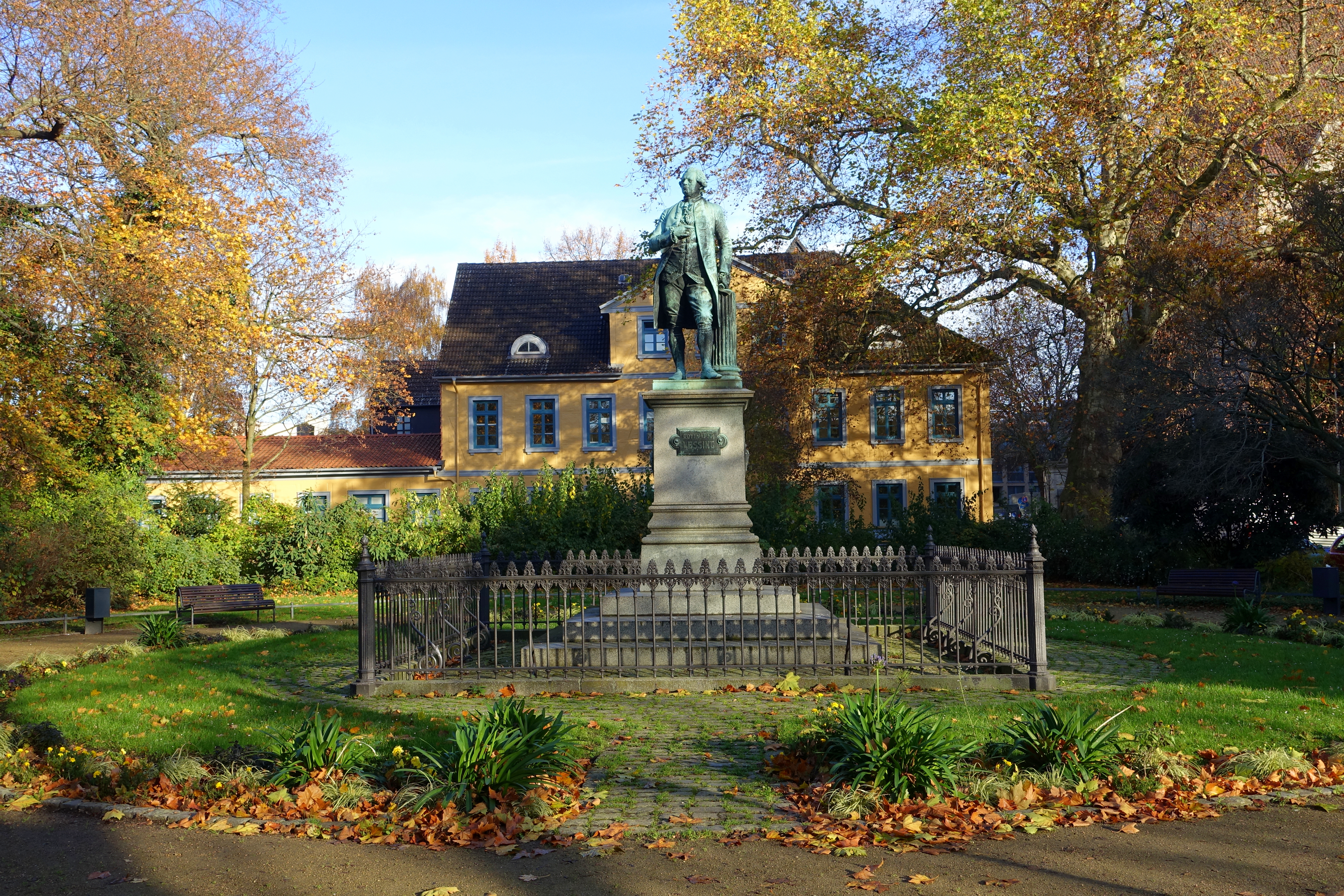
Пам’ятник у листопаді 2014

Будівля на задньому плані — колишня Гарнізонна школа (Гарнізон-шуле).